# San Pedro de Cajas
 San Pedro de Cajas es una localidad de la Provincia de Tarma, ubicada en el departamento de Junín, bajo la administración del Gobierno Regional de Junín, en la sierra central de Perú. Es la capital del Distrito de San Pedro de Cajas.
Dentro de la división eclesiástica de la Iglesia Católica del Perú, pertenece a la Diócesis de Tarma.
En el distrito se encuentra la montaña Raushjanca, de 5008 m s.n.m.

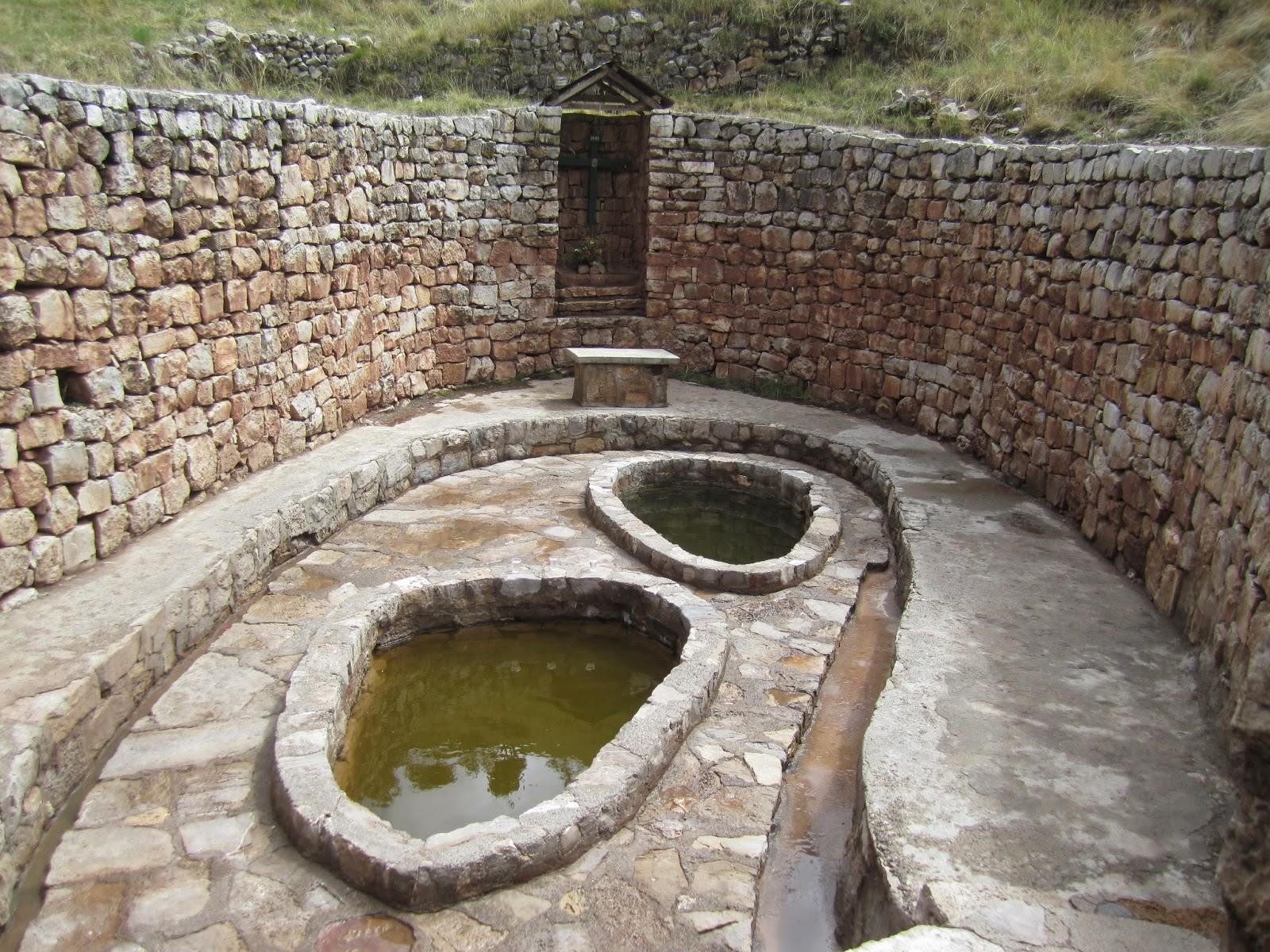
Cachipuquio.

## Etimología
El significado de la palabra "Cajas", proviene de la palabra Cacas o Gagash que quiere decir "peñas" por estar situado entre peñas y pedregales. 

## Historia
El distrito se creó por Ley el 2 de noviembre de 1932, en el gobierno del Presidente Luis Miguel Sánchez Cerro.

## Geografía

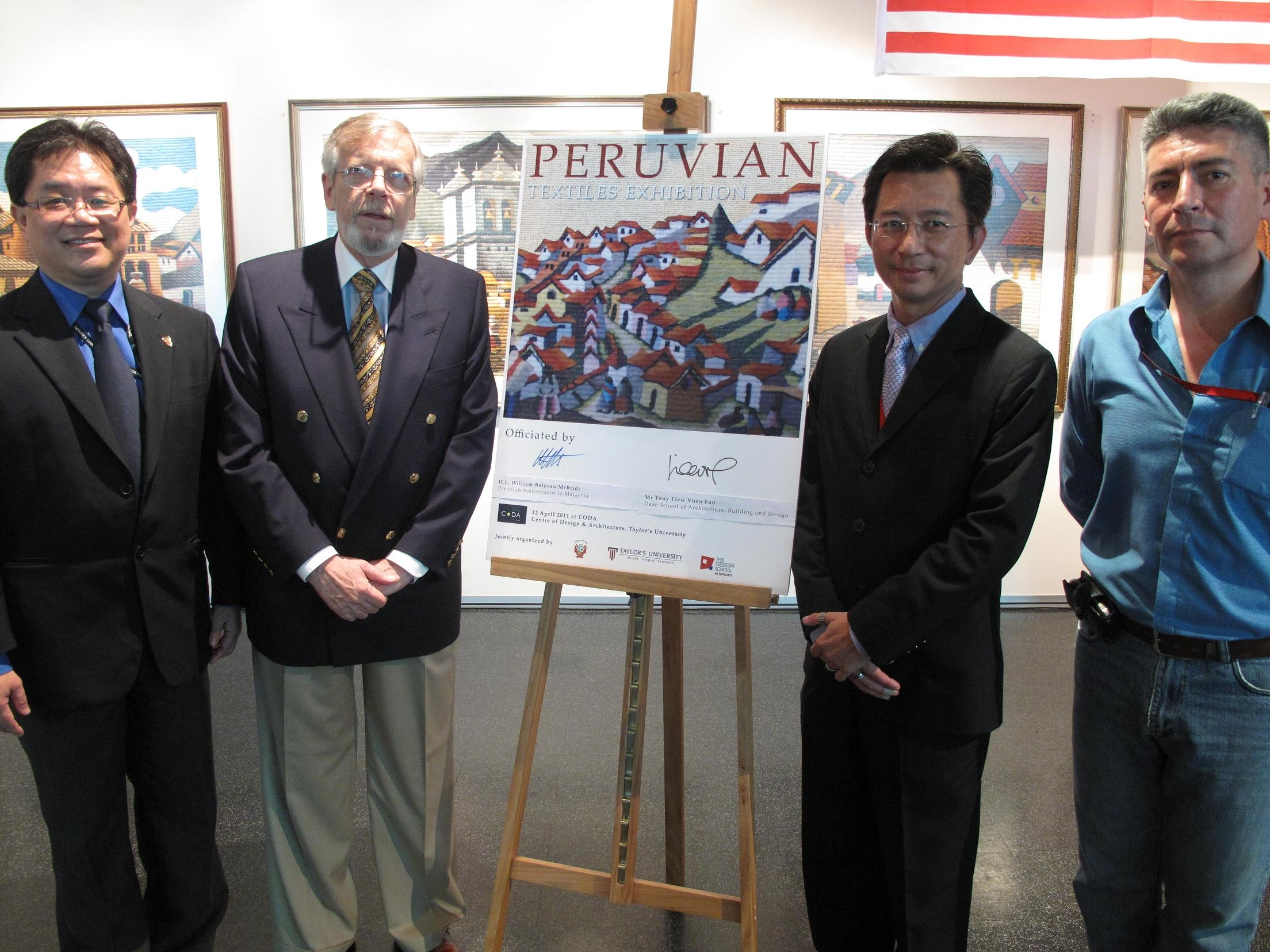
Tapices de San Pedro de Cajas (Exhibición en Malasia).

Abarca una superficie de 537,31 km² y su población según el censo de 1993 era de 5 845 habitantes.
La mayoría de la población del distrito habita en zona urbana aunque más del 30% tiene como actividad principal la agricultura. Entre los cultivos principales de la zona destacan el de la papa y el otro porcentaje se dedica a la artesanía que consiste en la elaboración de tapices de lana de oveja.
San Pedro de Cajas, un pequeño pueblo conocido por los trabajos textiles de su gente. Está ubicado al pie del cerro Patamarca en cuyas faldas hay dos manantiales de agua salada sobre los que se han tejido pintorescas leyendas.
Los pobladores de San Pedro de Cajas tanto hombres como mujeres manejan las lanas y están implicados con el teñido. Todos los miembros de la Familia participan en el proceso del tejido, los diseños se hacen con lana lavable, la cual se tiñe y se cepilla antes de empezar a tejerlo.
Cada uno de estos tapices es en verdad una creación única donde predominan las escenas de la Región  y  la cultura Andina.
Los Tapices San Pedro de Cajas, son tejidos naturales gruesos de telares manuales con urdimbre, es decir, un conjunto de hilos  puestos paralelamente en el telar, con trama de algodón teñida. El diseño se logra por medio de secciones de trama insertadas a mano. Este relleno está sujeto y reforzado con dos o más tramas de Hilo de Algodón en cada repetición, rectangulares o cuadradas y de varios tamaños

## Autoridades

### Municipales
- 2019 - 2022
  - Alcalde: Edson León Rojas
- 2015 - 2018[3]
  - Alcalde: Luis Alberto Vílchez Huaynate,, Partido Fuerza Popular (K).
  - Regidores: José Eliezer Espinoza Chamorro (K), Teodora Pilar Ulloa Martínez (K), Abel Néstor Yurivilca Vega (K),  David Marco Huaraca León (K), Liz Eddy Carmen Chinchilla Espinoza (Acción Popular).
- 2011 - 2014[4]
  - Alcalde: Luis Alberto Vílchez Huaynate, Movimiento Fuerza 2011 (F2011).
  - Regidores:   Neiser Rolando Cárdenas Yurivilca  (F2011), Diego Hernán Vílchez Orihuela (F2011), Héctor Salazar Silva (F2011),  Claudia Román Ricaldi (F2011), Liz Janeth Ascencio Oscanoa (Perú Libre).
- 2007 - 2010
  - Alcalde: Marcial Oscanoa Llacza.

### Policiales
- Comisaría  
  - Comisario:   PNP  .

### Religiosas
- Parroquia San Pedro
  - Párroco: Preb.  .

## Educación

### Escuela superior
- Escuela superior de formación artística San Pedro de Cajas (ESFASPC).

## Festividades
El distrito celebra especialmente el carnaval y la Semana Santa. Otras festividades incluyen las fiestas de las cruces que se celebran en el mes de mayo, San Antonio de Padua y la fiesta patronal que se celebra el día de San Pedro, el 29 de junio.
Los pobladores lucen sus obras artesanales en fechas especiales, siendo la más cercana la Semana Santa,y donde cada barrio expone los mejor de artesanía y creatividad, en la salida del cristo resucitado. Y miles de turistas quedan admirados al apreciar sus trabajos. 
Y como no mencionar su fiesta patronal en homenaje a San Pedro y San Pablo (28 y 29 de junio) y San Antonino de Padua y el Niño viajero.

## Gastronomía
En San Pedro de Cajas, en la actualidad su población también se dedica a la siembra de maca y papa, siendo la papa de San Pedro de Cajas como el ganador, a la papa más deliciosa 2014 (según FAO). Entre los platos tradicionales destacan el Puchero y el Jaka Locro.
- Puchero
- Jaka locro
- Pachamanca
- Patache
- Patasca
- Sopa de maíz
- Sopa de olluco
- Tocosh
- Chicha de jora
- Mate de coca